# Джалил Мамедгулузаде (станция метро)
«Джали́л Мамедгулузаде́» — строящаяся станция третьей (Фиолетовой) линии Бакинского метрополитена.

## Строительство
Подготовка к строительству станций 8 ноября (B-3) и В-4 началось ещё в 2012 году, когда было перекрыто движение на улицах Джейхуна Селимова и Джалила Мамедгулузаде для каждой станции соответственно. В последующие 4 года прокладывались туннели от станции «Мемар Аджеми-2». В январе 2016 года тоннелепрокладчик дошёл до строящейся станции В-4. По словам пресс-секретаря Бакинского метрополитена, точно не известно, когда будет готова станция В-4.
В ноябре 2022, главный инженер ЗАО «Бакинский метрополитен» Алихан Османов сообщал, что строительство станции «B-4» может быть завершено до конца 2023 года или самое позднее к началу 2024 года. Но строительство не было завершено в срок.
10 января 2025 было объявлено о новых сроках сдачи в эксплуатацию станции: декабрь 2025 — январь 2026 года.